# 白沙门公园
白沙门公园是位于中华人民共和国海南省海口市海甸岛北部的一个公园，北端是琼州海峡。

## 历史

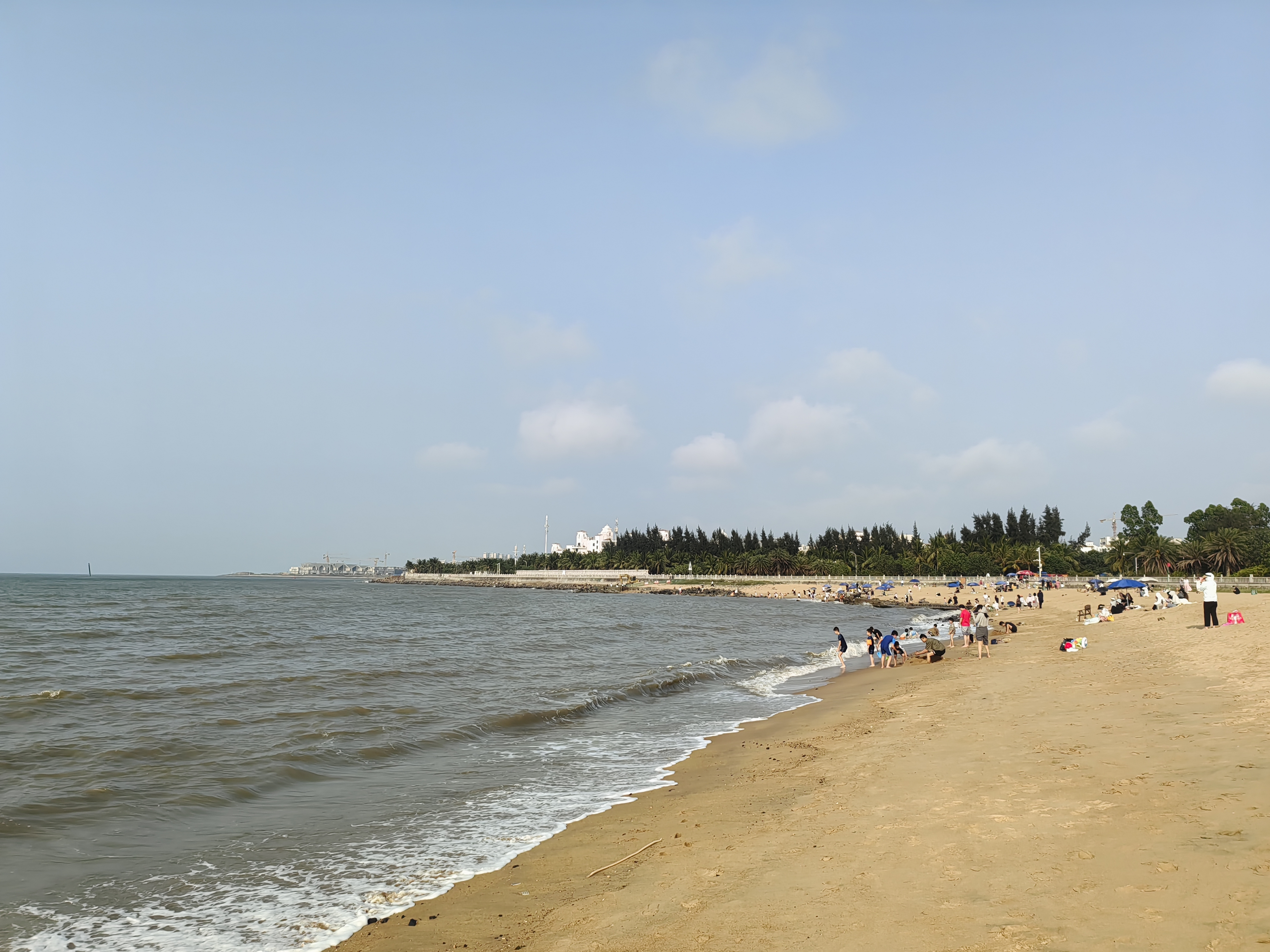
白沙門沙灘

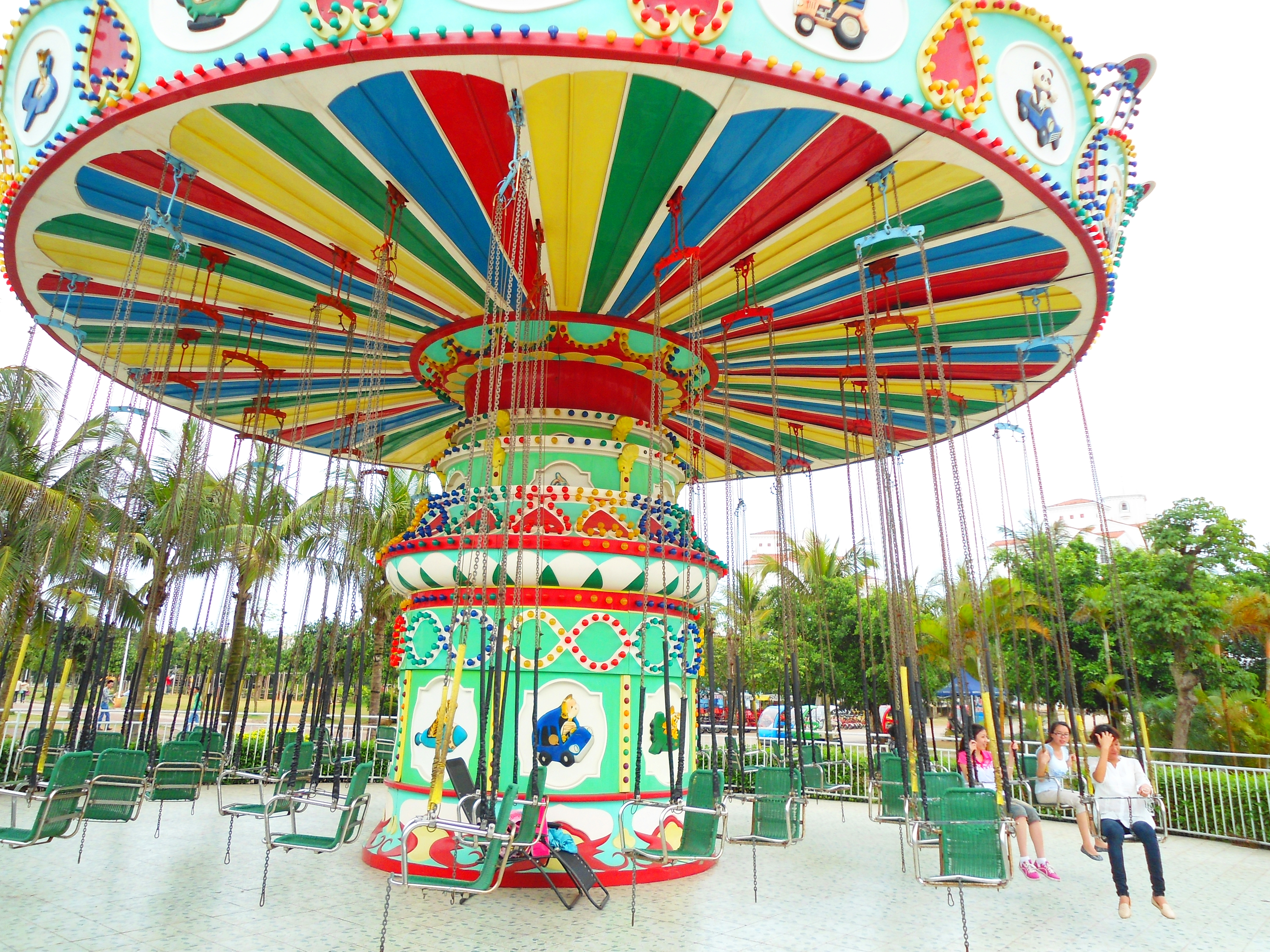
游乐设施

白沙门公园是海口市的主要公园之一，跟万绿园、金牛岭公园和海口人民公园相比植树率更高。该公园于2009年1月24日开放，总面积为60公顷。该公园还包含一个小型游乐园和人工湖。 